# Suratá
Suratá és un municipi ubicat al departament de Santander, Colòmbia, a 1750 metres d'altura sobre el nivell del mar al seu centre urbà.
Se situa a 45 kilòmetres de la capital del departament Bucaramanga, i les seves coordenades són 7°22’01" N 72°59’14" O.